# Kerma (miasto)
Kerma (z gr.; arab. Karma an-Nuzul) – starożytne miasto nubijskie znajdujące się w środkowym biegu Nilu, nieco powyżej III Katarakty w dzisiejszym Sudanie. W starożytności była to stolica i siedziba władców Królestwa Kerma, ważny punkt na szlaku handlowym z północny na południe, przez Egipcjan nazywany był "Murami Amenemhata". Imperium Królestwa Kermańskiego w II Okresie Przejściowym sięgnęło do I katarakty. U schyłku XVII dynastii, władcy egipscy uważali Kermę za zagrożenie stąd wyprawy: Kamose, Ahmose, Amenhotepa I, Totmesa I, Totmesa II, Hatszepsut i Totmesa III. Miasto zniszczył faraon Totmes III, który podporządkował sobie Nubię i Kusz i rozszerzył Egipt aż do IV Katarakty. 
Do naszych czasów dotrwały ruiny pałacu, duża kaplica grobowa i nekropola z czasów odpowiadających w Egipcie okresowi od XII do XIV dynastii. Oprócz grobowca władców i ich małżonek odkryto tu także grobowiec z 322 szkieletami mężczyzn i kobiet spoza królewskiego dworu, których zabito przy pogrzebie władcy. Na starożytnym cmentarzysku natrafiono także na liczne wypalane, polerowane naczynia o czarnych brzegach, miedziane sztylety z rękojeściami z kości słoniowej oraz ozdoby z fajansu i kwarcytu.